# Juego de baraja de colección
Juego de baraja de colección o JBC es el término usado para referirse a los juego de cartas de colección que presentan características predecesoras a las presentes en el Juego de cartas coleccionables (JCC). 

## Características
Se diferencian del juego de cartas coleccionables en que en el juego con este tipo de barajas presentaban reglas más simples y una menor complejidad, presentando un elenco de número de cartas mucho menor al encontrado en los JCC. Igualmente este tipo de juego de cartas se diferencia por jugarse a partir de una baraja con cartas predefinidas.
Al igual que las JCC, este tipo de cartas son coleccionables; pero el énfasis de este tipo de colección está en juntar tipos de barajas y no en las cartas individualmente.
En relación con las diferencias con los juegos de naipes tradicionales, este tipo de cartas se diferencian en el que en cada carta al igual que las cartas de los JCC, estas traen comúnmente una imagen con un tema en específico según el tipo de baraja y juego; e igualmente cada carta puede traer una descripción que generalmente es usada según las reglas específicas de cada baraja.
Los temas de este tipo de barajas son muy variados, y van desde imágenes de paisajes a hasta series de televisión; e incluso temas para publicidad.
Dentro de esta categoría podemos encontrar igualmente los juegos Family Party de cartas, compuesto por barajas de naipes con diferentes temáticas, entre los que podemos encontrar juegos filler de cartas; juegos que se caracterizan por su simplicidad,y/o rapidez

## Tipos de barajas
El tipo de baraja generalmente se puede dividir por grupos en: 
- Infantiles: Perteneciendo un gran porcentaje de este tipo de barajas a este grupo, presentando temáticas infantiles y reglas de fácil comprensión y manejo para los niños.
- Adolescente: Presentan temáticas de gusto más adolescente y/o tienen reglas más complejas a las del tipo infantil.
- Adulto: Caracterizándose por presentan temáticas adultas.

Por categorías este tipo de baraja pueden dividirse en:
- Originales: Barajas que se caracterizan por presentar reglas diferentes a las existentes en los juegos de naipes tradicionales.

- Basados en naipes tradicionales: Barajas que presentan características de coleccionables, pero sin embargo se caracterizan para ser jugadas con las reglas de los naipes tradicionales, o para ser usadas en actividades de cartomancia o el tarot.

## Ejemplos de barajas
- Baraja Motos supermotos.
- Cartas Mini de Fournier.
- Familias de 7 países (1965) de Fournier.
- Parejas del mundo (1972) de Fournier.
- Baraja Chicas Playboy de Fournier.